# Весна Писарович
Весна Писарович (хорв. Vesna Pisarović, 9 квітня 1978, Брчко) — хорватська співачка.

## Біографія
Народилася в місті Брчко (нині Боснія і Герцеговина), дитинство провела в Пожегу до 13 років. Навчалася в музичній школі по класу флейти, співала в хорах і виступала на музичних фестивалях. В середині 1990-х закінчила факультет гуманітарних і соціальних наук Загребського університету. Виступала в багатьох клубах і писала пісні, в 1997 році на музичному фестивалі Zadarfest познайомилася з Міланою Влаович, яка стала писати їй пісні.
У 2002 році Весна Писарович виграла національний музичний фестиваль «Дора» та вирушила на Євробачення в Таллін. З піснею «Everything I Want» зайняла 11-е місце на конкурсі в Талліні. Є автором пісні «In the Disco», з якої Дін представив Боснію і Герцеговину на Євробаченні у Стамбулі (9-е місце).
Проживає в Берліні. У 2012 році випустила джаз-альбом, на якому свої партії записали Герхард Шлессль (тромбон), Клейтон-Томас (контрабас) і Стів Хізер (ударні).

## Дискографія
- 2000: Da znaš
- 2001: Za tebe stvorena
- 2002: Kao da je vrijeme
- 2003: Best of
- 2003: Pjesma mi je sve
- 2005: V. peti
- 2012: With Suspicious Minds